# 梁諾妍
梁諾妍（英語：Inez Leong Lok In，1988年2月2日—），原名梁鳳妍，香港全職女性模特兒兼跑步與健身教練，現為種星堂娛樂旗下藝人。

## 簡介

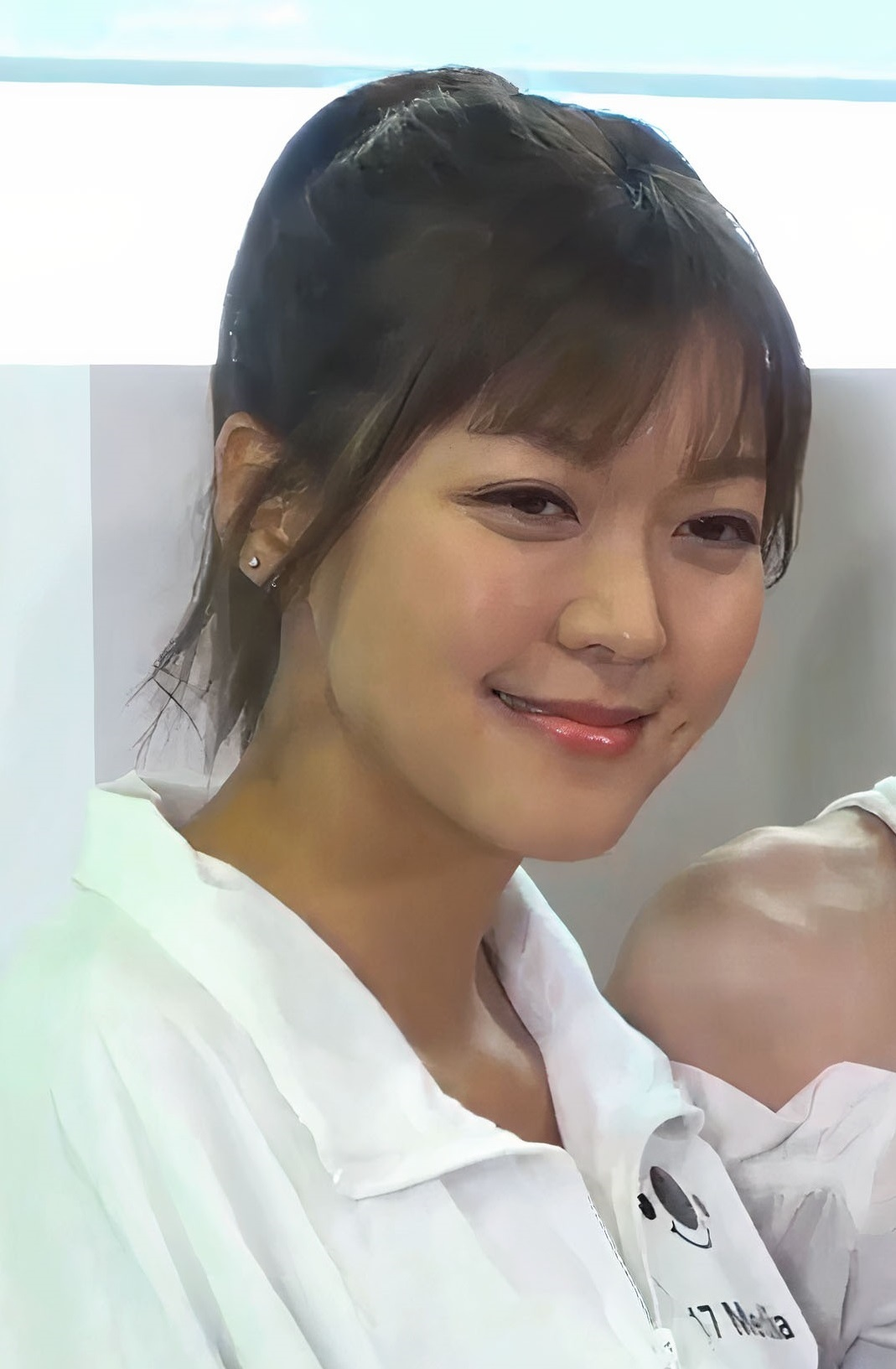
17直播《生活小百科》節目錄影

梁諾妍在澳門出生，畢業於聖安多尼學校、聖士提反女子中學和加拿大多倫多大學（經濟與媒體研究學系）；唸書期間曾是香港女排青年軍成員，代表香港到北京出賽。她返回香港後在2011年開始，從事全職模特兒工作，起初三年工作量不錯，但之後逐漸減少，曾想過轉型或轉行；因那段時間需要減肥就接觸跑步運動，恰巧得到一個品牌贊助，找了一位教練授課，並獲對方發掘潛質，所以2015年又獲贊助參加挪威奧斯陸的半馬拉松、日本東京的馬拉松。她完成兩場賽事後覺得跑步既可培養耐性，亦令自己喜歡運動，於是2016年先報讀一個跑步證書課程，再考取三個教練牌照（長跑、健身、高強度間歇訓練運動）及六個亞洲運動及體適能專業學院證書（伸展運動、營養及體重控制、TRX懸吊式阻抗訓練等）；而她也是歌手連詩雅夜跑隊「My Girls」成員，以及演員鄧麗欣排球隊「Loey」的成員。
2017年7月，梁諾妍跟友人合資逾十萬，在中區荷里活道永寧大廈開設健身工作室「Fitnez Studio」，2019年5月1日把工作室搬到鰂魚涌華蘭中心。2020年3月因受COVID-19疫情影響，其店舖被迫暫停營業令生意一度下跌；2021年6月10日與無綫電視藝人洪永城透過社交網站宣佈婚訊，7月11日於尖沙咀 K11 MUSEA 香港瑰麗酒店舉行婚禮，並在當天宣佈懷孕4個月。同年7月3日，她亦將工作室從鰂魚涌搬去銅鑼灣恩平道；12月則在荃灣港安醫院誕下一名女兒。

## 演出作品

### 電視節目
- 2017年：
  - ViuTV《SE7EN 2》（毅行者挑戰者）
  - 無綫網絡電視娛樂新聞台《娛樂新聞報道》 — 「StarTalk」環節（嘉賓）
  - ViuTV《全職媽媽放大假》（主持）
  - ViuTV《築地100》（主持）
- 2018年：
  - 無綫電視翡翠台《今日VIP》（嘉賓）
  - 無綫電視J2《極地馬拉松》（主持）
- 2019年：
  - ViuTV《估你唔到》（嘉賓）
  - ViuTV《十五分鐘熱度Plus》 — 「Interviu」環節（第145集嘉賓）
- 2020年：
  - 香港電台電視部《有種信念，叫跑！2》（嘉賓）
  - ViuTV《豆釘去旅行2》（主持）
  - ViuTV《駕到西澳》（主持）
  - 香港開電視《神奇旅俠》（香港篇主持）
- 2021年：
  - 香港開電視《五星級絲打II》（主持）
  - ViuTV《最後一屆口罩小姐選舉》（嘉賓）
  - 香港開電視《碧波遊浪記》（主持）
- 2022年：
  - 無綫電視 J2《意外步出》（主持）
  - 香港開電視《心比火熱》（主持）

### 電台節目
- 2017年：香港電台第二台《我是你的後援會》（嘉賓）

### 電視劇
- 2020年：ViuTV《歎息橋》飾 王可琦（Kay）
- 2024年：優酷《家族榮耀之繼承者》飾 Gigi

### 電影
- 2015年：《12金鴨》

### 廣告
- 2020年：
  - DR.Nexus網店日常「修大腿5分鐘運動｜齊齊擁有運動女神 Inez 梁諾妍美腿」
  - 雪花秀「First Care 潤燥再生精華 - 急救疲倦肌膚 Inez × Sulwhasoo 隨時充滿能量」
- 2021年：
  - 港鐵「紅磡站大變「新」」
  - 港鐵「屯馬好東西·泰國 Feel篇」
  - 港鐵「屯馬好東西·日本 Feel篇」
  - 港鐵「屯馬好東西·歐洲 Feel篇」
- 2023年：
  - 發展局「交椅洲·建島未來 – 四通八達」

## 外部連結
- 梁諾妍的Facebook專頁
- 梁諾妍的Instagram帳戶
- YouTube上的梁諾妍頻道